# آغوغلو
لجبان أو أغغولو (بالقبائلية: أغوغلو، إيغونام، وبالشلحية: إيگيسي) (وفي منطقة القبائل السفلى باتجاه البويرة: يُعرف باسم لجبان) هو جبن جزائري تقليدي من منطقة القبائل، مشابه لـجبن الجبن الأبيض، يُصنع من حليب البقر أو الماعز. وتكمن ميزته الخاصة في أنه يُخثر باستخدام عصارة شجرة التين.

## الملاحظات والمراجع
1. 1 2  "Androuet"..